# Cybianthus resinosus
Cybianthus resinosus Mez – gatunek roślin z rodziny pierwiosnkowatych (Primulaceae). Występuje naturalnie w Kolumbii, Wenezueli, Ekwadorze, Peru, Boliwii oraz Brazylii (w stanach Acre, Amazonas i Rondônia). 

## Morfologia
PokrójZimozielone drzewo dorastające do 15 m wysokości.
LiścieBlaszka liściowa ma eliptyczny kształt. Mierzy 20 cm długości oraz 6 cm szerokości, jest całobrzega, ma klinową nasadę i spiczasty wierzchołek. Ogonek liściowy jest owłosiony i ma 13 mm długości.
KwiatyZebrane w gronach.
OwocPestkowce mierzące 5 mm średnicy, o kulistym kształcie.

## Biologia i ekologia
Rośnie w lasach, na wysokości do 1300 m n.p.m.